# آزادی منفی

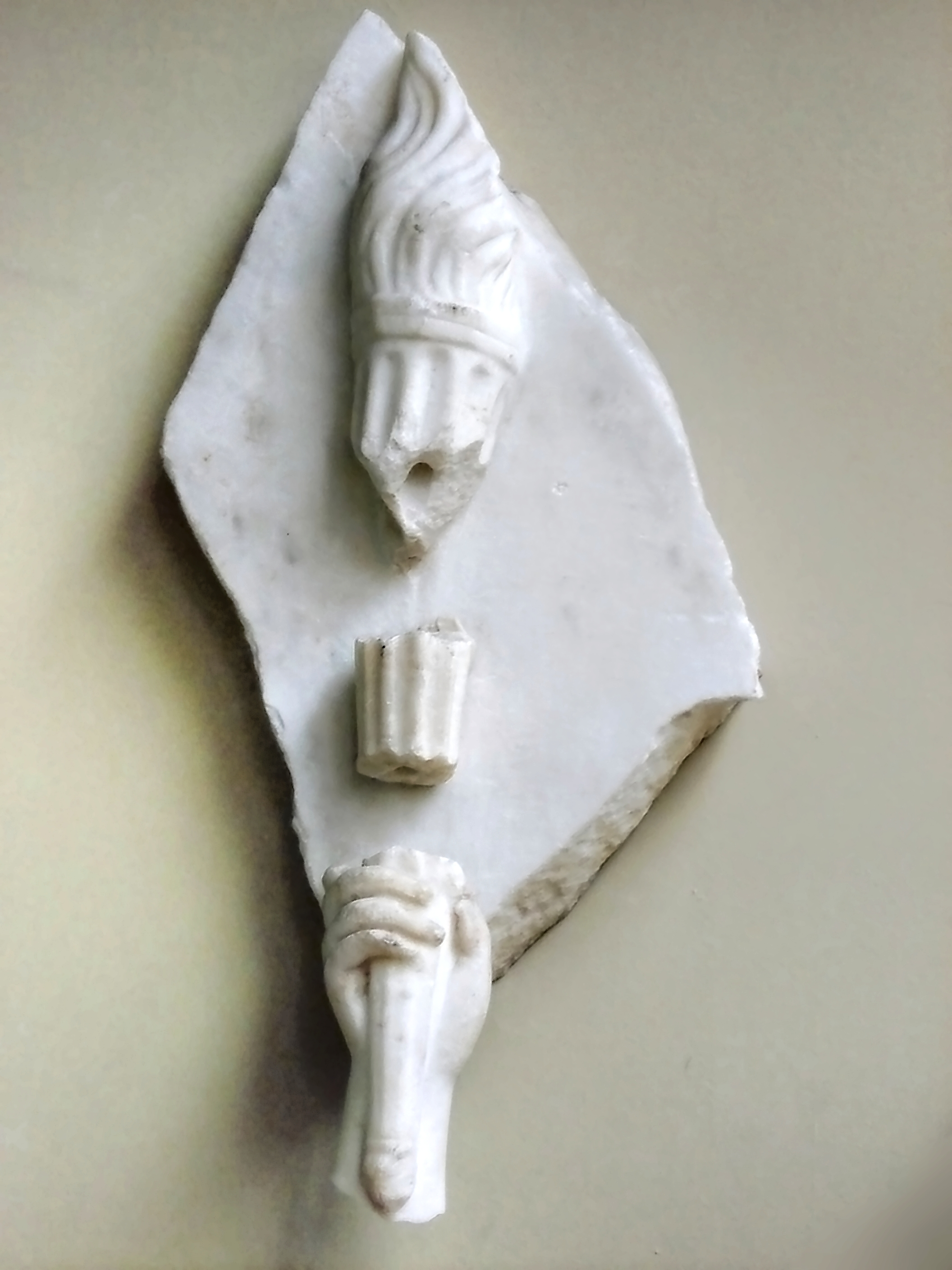
مشعل آزادی از دوران باستان، در موزه باستان‌شناسی استانبول

آزادی منفی (به انگلیسی: Negative liberty) آزادی از دخالت دیگر افراد است. آزادی منفی اساساً در رابطه با آزادی از قیدهای خارجی مطرح است و در تضاد با آزادی مثبت (داشتن قدرت و منابع ارضای پتانسیل‌های خود) قرار می‌گیرد.
این تمایز توسط آیزایا برلین در سخنرانی‌اش در سال ۱۹۵۸ با عنوان «دو مفهوم آزادی» مطرح شد.

## بررسی اجمالی
دانشنامه فلسفه استنفورد آزادی منفی را اینگونه توصیف می‌کند:
مفهوم منفی آزادی … اغلب در دفاع از آزادی‌های اساسی در جوامع لیبرال - دموکرات، مانند آزادی حرکت، آزادی مذهب، آزادی بیان و در مباحثات علیه پدرسالاری یا مداخله دولت وجود دارد. همچنین اغلب در دفاع از حق مالکیت خصوصی متوسل می‌شوند، اگرچه برخی مدعی هستند که مالکیت خصوصی لزوماً باعث افزایش آزادی منفی می‌شود.

## تاریخچه
به گفته توماس هابز «انسان آزاد کسی است که در کارهایی که با قدرت و ذکاوت خود قادر به انجام آن است، منع نشود از آنچه می‌خواهد انجام دهد.»
کلود آدریان هلوتیوس این نکته را به روشنی بیان کرد: انسان آزاد، انسانی است که در آهن نیست، و نه در زندان، و نه وحشت زده مانند یک برده از ترس مجازات … این عدم آزادی نیست … نه مانند عقاب پرواز کند و نه مانند نهنگ شنا کند. علاوه بر این، جان جی در مقاله شماره ۲ فدرالیست اظهار داشت که هیچ چیز قطعی تر از واجبات ضروری دولت نیست، و به همان اندازه غیرقابل انکار است که هر زمان و هرچند که تأسیس شود، مردم باید از برخی از حقوق طبیعی خود انصراف دهند تا اختیارات لازم به آن واگذار شوند. معنای حرف با جایگزین کردن «آزادی منفی» به جای «حقوق طبیعی» بهتر بیان می‌شود، در اینجا بحث این است که قدرت یا اختیارات یک دولت مشروع بخشی از محدودیت‌های پذیرش ما در مورد آزادی منفی است.
ایده‌ای که تمایز بین آزادی منفی و مثبت را پیش‌بینی می‌کند، حوزه انتزاعی هگل است. این همان چیزی است که آزادی منفی نامیده می‌شود واز آزادی مثبت متمایز می‌گردد.
در سنت تحلیلی آنگلوفون، تمایز بین آزادی منفی و مثبت توسط آیزایا برلین در سخنرانی وی در سال ۱۹۵۸ تحت عنوان "دو مفهوم آزادی" مطرح شد. از نظر برلین، این تمایز عمیقاً در سنت سیاسی نهفته است. به گفته برلین، "آزادی به معنای منفی آن شامل پاسخ به این سؤال است:" موضوع ویا شخص درچه محدوده ایی از آزادی قرار دارند یا چه محدوده ایی باید بدون دخالت دیگران به آنها واگذار شود." محدودیت‌های مربوط به آزادی منفی که توسط شخص اعمال می‌شود، به دلایل طبیعی یا ناتوانی وی نیست.
اریش فروم روانکاو و فیلسوف اومانیست مکتب فرانکفورت در اثر خود با عنوان «ترس از آزادی» که بیش از یک دهه قبل از مقاله برلین نگاشته شده است، تمایزی مشابه بین آزادی منفی و آزادی مثبت را نشان می‌دهد که در کنار تکامل بشریت به دور از فعالیت غریزی آن، که مشخصات گونه حیوان پایین‌تر است. او معتقد است که این جنبه از «آزادی در» نه به مفهوم مثبت آن یعنی «آزادی برای»، مفهوم منفی آن «آزادی از» یعنی آزادی از غریزه او استفاده می‌شود. به این ترتیب برای فروم، آزادی منفی آغاز بشریت به عنوان گونه‌ای آگاه از وجود خود و عاری از غریزه بنیادی وی می‌باشد.

تمایز بین آزادی مثبت و منفی توسط برخی از فلاسفه سیاسی سوسیالیست و مارکسیست که معتقدند آزادی مثبت و منفی در عمل غیرقابل تشخیص هستند، یا اینکه یکی بدون دیگری معنا ندارد، امری نادرست است. گرچه او سوسیالیست و مارکسیست نیست، اما استدلال می‌کند ومی‌گوید: 

باید در بحث و جدل، مرزی بین حوزه زندگی خصوصی و اختیارات عمومی ترسیم گردد. انسانها عمدتاً به هم وابسته‌اند و فعالیت هیچ انسانی هر چند کاملاً خصوصی، چنین نیست که روی زندگی و آزادی دیگران تأثیر نداشته باشد. آزادی برخی لزوماً به قید وبند دیگری بستگی دارد.
آنارکو، متفکر سرمایه‌داری، از آزادی منفی دفاع می‌کند و آن را "برای انتخاب اخلاقی و شکوفایی انسان" ضروری می‌داند و ادعا می‌کند که "وقتی حقوق تک تک افراد جامعه انسانی برای یک زندگی داوطلبانه با رفتار آزادانه تأمین گردد، احترام به مالکیت جهانی و دفاع ازآن نیز تأمین می‌شود.

## آزادی منفی و اقتدار: هابز و لاک
ممکن است کسی بپرسد «چگونه میل انسان‌ها به آزادی باید با معادله قدرت تطبیق داده می‌شود؟» پاسخ آن توسط اندیشمندان مختلف خطایی را برای درک دیدگاه آنها در مورد آزادی و همچنین یک دسته از مفاهیم متقاطع مانند اقتدار، برابری و عدالت ارائه می‌دهد.
هابز و لاک، دو راه‌حل اثرگذار برای این سؤال ارائه می‌دهند. به عنوان یک نقطه شروع، هر دو توافق دارند که باید مرزی و فضایی مشخص شود که هر فرد بتواند مطابق با سلیقه، خواسته‌ها و تمایلات خود بدون مانع عمل کند. این محدوده فضای مقدس آزادی شخصی را تعریف می‌کند. اما آن‌ها معتقدند که این موضوع بدون معادله قدرت ممکن نیست. هدف از این اقتدار جلوگیری از برخورد بین اهداف مختلف و در نتیجه تعیین مرزهایی است که منطقه آزادی هر فرد در آن شروع و خاتمه می‌یابد. جایی که هابز و لاک با هم اختلاف دارند، گستره محدوده آزادی است. هابز، که دیدگاه نسبتاً منفی به ماهیت انسان داشت، استدلال کرد که برای مهار انگیزه‌های ذاتاً وحشی و فاسد انسان، یک قدرت قوی مورد نیاز است. فقط یک مرجع قدرتمند می‌تواند تهدیدهای هرج و مرج دائمی و همیشه در معرض خطر را از بین ببرد. درحالی‌که لاک معتقد بود که انسان ذاتاً شریر نیست بر این اساس می‌تواند زمینه آزادی فردی بیشتری داشته باشد.
نظر لاک مبهم‌تر از هابز است، زیرا برداشت او از آزادی تا حد زیادی آزادی منفی بود (از نظر عدم مداخله در امور دیگران) و با این نظریه که فرد می‌تواند به جای تحت سلطه آزاد باشد.
ضرورت این آزادی از قدرت مطلق و خودسرانه برای حفاظت از انسان ضروری است. انسانی که قدرت چرخش امورات زندگی‌اش را ندارد نمی‌تواند با پیمان یا موافقت خودش، خود را اسیر کس دیگری کند و خود را تحت فرمان مطلق و خودسرانه کس دیگری قرار دهد یا اینکه بخواهد زندگی خود را از بین ببرد.